# Rieck Logistik-Gruppe
Die Rieck Logistik-Gruppe ist ein international tätiger Logistikdienstleister mit Hauptsitz in Großbeeren bei Berlin. Seit vier Generationen ist das Unternehmen in Familienbesitz.
Die Rieck Logistik-Gruppe beschäftigt ca. 700 Mitarbeiter an acht Standorten in Deutschland (Berlin, Dresden, Frankfurt, Großbeeren, Hamburg, München, Neuss und Rostock) sowie an weiteren Standorten in Tschechien (Mikulov), den Niederlanden (Amsterdam und Rotterdam) und China (Shanghai).

## Transport- und Logistikleistungen
Die Leistungspalette der Rieck-Gruppe umfasst europaweite systemgeführte Stückgutverkehre, internationale Teil- und Komplettladungen, weltweiten See- und Luftfracht-Service, Kontraktlogistik, Fulfillment und Onlinelogistik (B2C), Entsorgungslogistik, Informationslogistik, Projektlogistik, Möbel- und Messelogistik sowie Consulting Services.
Darüber hinaus bietet Rieck individuelle Logistiklösungen für verschiedene Bereiche aus Industrie und Handel.

## Verbände, Partner, Kooperationen
Rieck ist Gesellschafter der Stückgutkooperation IDS Logistik und wickelt über die Sammelgutverkehre Sendungen innerhalb Deutschlands und Europas ab. Für weltweite Luft- und Seefracht (LCL/FCL) greift Rieck auf das Netzwerk Tandem Global Logistics zurück, das in mehr als 80 Ländern vertreten ist. Als Mitinitiator und Gesellschafter ist Rieck exklusiver Deutschland-Partner von Tandem.
In der internationalen Spediteursvereinigung FIATA (Fédération Internationale des Associations de Transitaires et Assimilés) ist Rieck ebenso Mitglied wie im internationalen Branchenverband für das Lufttransportgewerbe IATA (International Air Transport Association).
Rieck ist seit über 25 Jahren in China aktiv – bis Anfang 2016 in einem deutsch-chinesischen Joint Venture, seitdem mit einem 100 % eigenen Tochterunternehmen.

## Zertifizierungen
Das Unternehmen ist Zugelassener Wirtschaftsbeteiligter (AEO). Es verfügt über ein zertifiziertes Qualitätsmanagement (DIN EN ISO 9001:2015). Die Landverkehrsstandorte sind darüber hinaus für den Umgang mit Lebensmitteln und lebensmittelnahen Produkten gemäß International Featured Standard (IFS Logistics) zertifiziert. Der Standort Neuss ist zertifizierter Entsorgungsfachbetrieb (§§ 56, 57 KrWG, EfbV).